# La Capitale
La Capitale is een Belgische regionale dagelijkse krant in de Franse taal die verschijnt in het Brusselse en Waals-Brabant. Het is een krant van Sud Presse, een dochteronderneming van de Groupe Rossel. De andere regionale kranten van Sudpresse zijn:
- La Meuse (België) (6 regionale edities in de provincies Luik, Luxemburg en Namen);
- La Nouvelle Gazette (3 edities: Charleroi, Centre en Sambre-Meuse);
- La Province (Bergen);
- de Belgische edities van de Noord-Franse krant Nord Eclair (Moeskroen en Doornik).

La Capitale verschijnt sedert 2002 en was de opvolger van La Lanterne, dat in 1944 na de bevrijding werd opgericht en later de Brusselse editie van La Meuse was. De editie Waals-Brabant verscheen voor het eerst in 2011 en was de veertiende regionale editie van Sudpresse.